# Randalia
La ville américaine de Randalia est située dans le comté de Fayette, dans l’État de l’Iowa. Elle comptait 68 habitants lors du recensement de 2010.